# Мобуту Сесе Секо
Мобу́ту Сесе́ Секо́ Куку Нгбенду ва за Банга (фр. Mobutu Sese Seko Kuku Ngbendu wa za Banga), урождённый Жозеф-Дезире Мобуту (фр. Joseph-Desiré Mobutu; 14 октября 1930, Лисала — 7 сентября 1997, Рабат) — конголезский государственный и политический деятель, президент Демократической Республики Конго (1965—1997), в 1971 году переименованной им в Заир. Маршал (1983).
Происходил из народа нгбанди, в 1950 году был призван в вооружённые силы. В 1956 году Мобуту вышел в отставку в звании сержанта и начал вести колонку в одной из газет столицы колонии Леопольдвиля. В 1959 году бельгийские власти отправили его учиться в Брюссель. 30 июня 1960 года страна провозгласила независимость. Сразу после этого в ней началась гражданская война, вызванная стремлением богатой медью провинции Катанга (позже переименованной в Шабу) отделиться от нового государства. Конфликт ознаменовался непримиримыми противоречиями между премьер-министром Патрисом Лумумбой и президентом Жозефом Касавубу. 14 сентября того же года Мобуту, уже имевший звание полковника и назначенный премьером начальником генерального штаба, при поддержке США совершил военный переворот. 27 ноября Лумумба был арестован верными полковнику войсками и убит. В 1961 году Мобуту передал власть гражданским, после чего активно участвовал в подавлении восстаний на юге, востоке и в центре Демократической Республики Конго, а в 1965 году вновь осуществил путч.
Окончательно придя к власти, он установил однопартийный авторитарный режим и провозгласил курс на «аутентичность», выражавшуюся в отказе от европейских имён, топонимов, обращений и костюмов. Вместо последних продвигался абакост, вдохновлённый френчем Мао Цзэдуна. В 1971 году страна была переименована в Заир — искажённое португальцами название крупнейшей местной реки Конго. В 1973—1974 годах была осуществлена национализация малого и среднего бизнеса. С падением цен на медь весной 1974 года правительство, и ранее бравшее в долг, стало всё больше и больше полагаться на иностранных кредиторов, печать денег привела к гиперинфляции. В 1980-х годах экономическая ситуация ещё более ухудшилась. К концу правления Мобуту государственный долг достиг около 14 миллиардов долларов, а ВВП на душу населения — 113 долларов — был на 63 процента ниже, чем в 1958 году. По некоторым оценкам, глава государства и его окружение похитили из бюджета от 4 до 10 миллиардов долларов. Масштабные энергетические проекты, направленные на достижение лидерства в производстве электроэнергии на континенте и требовавшие больших затрат, потерпели неудачу. Правление Мобуту было отмечено непотизмом и клановостью. Во внешней политике он был союзником западных стран, а Заир служил площадкой для региональных антикоммунистических движений. С падением большей части коммунистических режимов страна потеряла своё стратегическое значение, а отношения с Бельгией, США и Францией ухудшились.
В марте 1977 года остатки бывшей катангской армии вторглись в Шабу с территории Анголы, где шла гражданская война, в которую Мобуту вмешался двумя годами ранее, поддержав прозападный Национальный фронт освобождения Анголы. Деморализованные заирские войска потерпели в провинции поражение от повстанцев. При помощи марокканских войск тех удалось оттеснить в Анголу. В марте следующего года конфликт продолжился: боевики одержали победу над правительственными силами, но потерпели поражение от французов и бельгийцев.
В 1990 году Мобуту отдал приказ о расстреле студенческой демонстрации в Лубумбаши, после чего Бельгия, США и Франция прекратили оказывать режиму финансовую помощь. В апреле того же года он объявил о переходе к многопартийной системе и пошёл на некоторые уступки оппозиции, однако в сентябре 1991 года сместил её сторонника Этьена Чисекеди (отца действующего президента ДРК Феликса Чисекеди), попытавшегося установить контроль над Центральным банком, с поста председателя правительства.
В 1994 году в соседней Руанде начался геноцид народа тутси народом хуту. Более миллиона хуту бежали в Заир. Мобуту поддержал стремления радикалов в лагере хуту вернуться на родину, и те начали вооружённые столкновения на границе двух стран. В ответ Уганда, Руанда и Ангола оказали помощь альянсу оппозиционных ему группировок во главе с Лораном-Дезире Кабилой, и в октябре 1996 года тот вторгся в восточные районы страны. 17 мая 1997 года повстанцы вошли в столицу. Мобуту Сесе Секо бежал сначала в Того, затем в Марокко, где и умер от рака простаты 7 сентября того же года.

## Ранние годы
Жозеф-Дезире Мобуту родился 14 октября 1930 года в городе Лисала на севере Бельгийского Конго в семье местного повара Альберика Бемани, работавшего у капуцинских миссионеров и исповедовавшего католичество, и его жены Мари-Мадлен Йемо, ранее бывшей наложницей влиятельного вождя этнической группы нгбака. По другой версии, настоящим отцом Мобуту был именно он, а Бемани усыновил мальчика. Дядя Альберика, в честь которого мальчику дали имя Мобуту, был известным воином и прорицателем из деревни Гбадолите, которую Жозеф-Дезире считал своей родиной. Через некоторое время его отец нанялся в колониальную администрацию, затем вместе с семьёй переехал в Кокийявиль и наконец в Леопольдвиль, где в 1938 году скончался. В 1940 году Мари-Мадлен вместе с сыном отправилась в Гбадолите, однако, поссорившись с родственниками мужа из-за обычая левирата, в 1941 году была вынуждена покинуть деревню и поселилась близ Гемены, после чего уехала в город Либенге, откуда вернулась в Кокийявиль. В 1948 году Мобуту поступил там в колледж, однако из-за постоянных конфликтов с христианскими миссионерами спустя два года был исключён. За кражу в школьной библиотеке в том же году юношу приговорили к шестимесячному тюремному заключению, однако наказание было заменено на семь лет службы в колониальной армии.
Жозеф-Дезире прекрасно говорил по-французски, что отличало его от других призывников и стало причиной для перевода на бухгалтерскую работу. В 1950 году его отправили учиться в армейский колледж в Лулуабург, а спустя три года он стал служить в столице колонии. Белое начальство заметило Жозефа-Дезире, в 1955 году один из его командиров стал крёстным его первого ребёнка. В 1956 году в звании сержанта Мобуту был демобилизован и под псевдонимом начал публиковать газетные статьи. В 1957 году он познакомился с лидером Национального движения Конго Патрисом Лумумбой. Благодаря покровительству бельгийского редактора одного из столичных журналов Жозеф-Дезире стал вести колонку в новом еженедельном издании Actualités Africaines. Работа журналистом открыла ему доступ к университетским, финансовым и антицерковным кругам.
В 1958 году бельгийские власти отправили Мобуту в качестве экспоната на Всемирную выставку в Брюссель. В феврале 1959 года он уехал в столицу метрополии на учёбу и устроился стажёром в колониальное информационное агентство. В Бельгии с молодым журналистом, лишённым возможности укрепить собственное влияние на родине, связались представители бельгийских бизнесменов и иностранная разведка, в частности, ЦРУ и бельгийские спецслужбы. В феврале 1960 года он стал представителем Лумумбы в метрополии. В этом качестве Мобуту присутствовал на конференции круглого стола, посвящённой независимости Конго, и, как считается, информировал бельгийцев о закулисных дискуссиях между конголезцами. 30 июня 1960 года страна провозгласила независимость, и Лумумба, ставший премьер-министром, назначил Мобуту, за три недели до этого вернувшегося на родину, статс-секретарём министерства обороны.

## Конголезский кризис

Демократическая Республика Конго в 1961 году

5 июля 1960 года вооружённые силы, не дождавшиеся увольнения белых офицеров, повышения в звании и роста зарплат, подняли мятеж. Мобуту проявил себя миротворцем, 6 июля уговорив двигавшихся на Леопольдвиль солдат вернуться в казармы, и как обладавший влиянием в армии был назначен начальником генерального штаба. В конфликт вмешалась Бельгия, чьи войска остались в стране. 11 июля провинция Катанга во главе с Моизом Чомбе объявила об отделении от Демократической Республики Конго. По просьбе его и Лумумбы в июле в неё были введены миротворческие силы ООН. Постепенно отношения между Мобуту и премьер-министром накалялись: первый винил второго в срыве наступления на Катангу и ещё одну отделившуюся провинцию Южное Касаи, а к началу сентября и вовсе начал думать, что Лумумба хочет убить его. 5 сентября 1960 года Касавубу под давлением западных стран отправил председателя правительства в отставку, однако он не принял её и попытался блокировать решение президента через парламент. 14 сентября Мобуту совершил государственный переворот, объявив об отстранении от власти и Касавубу, и Лумумбы, и создал комитет по управлению страной, состоявший в основном из студентов и выпускников университетов. Опасаясь возвращения экс-премьер-министра к власти, начальник генштаба отдал приказ арестовать его. Тот сбежал из-под охраны миротворцев в столице и отправился в Стэнливиль, но в конце ноября был захвачен верными Мобуту войсками. Он поиздевался над пленным и заявил ему: «Что ж! Ты клялся содрать с меня шкуру, а я содрал с тебя». Экс-премьера содержали в одиночной камере. В феврале 1961 года его выдали Чомбе в Катангу, где Лумумба был убит. В том же месяце Мобуту вернул власть гражданским, сохранив влияние в войсках.
В 1961 году при поддержке западных стран, ООН и парламента премьер-министром стал Сирил Адула, однако он не сумел остановить гражданскую войну. В октябре 1962 года Мобуту всерьёз рассматривал возможность военного переворота, однако США не поддержали его. В январе 1963 года миротворцы оккупировали Катангу, и Чомбе бежал в Испанию. В том же году начался новый виток конфликта. В июле 1964 года Чомбе как обладавший влиянием в регионах был назначен председателем правительства. Он обещал противостоять влиянию США и заключить мирный договор с повстанцами, которые на тот момент контролировали северо-восточную треть страны. В сентябре 1964 года пополненные бывшими катангскими жандармами и иностранными наёмниками правительственные войска начали наступление. Так как они были заняты подавлением восстаний, а над новыми элементами в армии Мобуту власти не имел, он принял решение отложить путч. 24 ноября бельгийские десантники взяли центр вооружённой оппозиции Стэнливиль. Организованное сопротивление властям было сломлено, однако под контролем повстанцев оставались некоторые зоны.
В 1965 году состоялись парламентские выборы, предусмотренные конституцией 1964 года. Победу на них одержала широкая коалиция Чомбе КОНАКО, однако к сентябрю 1965 года она фактически распалась. Между премьер-министром и Касавубу началась борьба за президентский пост. 13 октября он отправил Чомбе в отставку, назначив премьером его главного оппонента Эвариста Кимбу. 14 ноября парламент заблокировал назначение. Несмотря на это, Касавубу вновь предложил кандидатуру Кимбы. 16 ноября Мобуту начал подготовку к перевороту. Ранее он организовал голосование нескольких депутатов против нового председателя правительства, а до 21 ноября встретился с ним и попросил министерский пост. 24 ноября на встрече армейского руководства в Леопольдвиле было принято решение передать власть Мобуту. В тот же день он объявил об отставке Касавубу и Кимбы. 25 ноября парламент поддержал это решение, в тот же день за ним последовал Чомбе, а 29 ноября — экс-президент. Его смещение поддержали и западные, и африканские страны.

## Правление
Сразу после начала правления Мобуту стал укреплять президентскую власть. В первые дни после путча в стране на пять лет было объявлено чрезвычайное положение, 24 ноября глава государства на тот же срок отменил деятельность политических партий. Указом от 30 ноября 1965 года вся законодательная власть была передана президенту при условии, что парламент утвердит предложенные им законопроекты. В марте 1966 года депутаты лишились этих полномочий. Парламент, ранее активно поддержавший военный переворот, продолжил существовать, но уже не играл никакой политической роли. В апреле того же года число провинций было сокращено с 21 до 12, а в декабре — до 9. Функции местных законодательных органов были ограничены совещательными. В новой конституции, принятой в 1967 году, они и вовсе были упразднены. В октябре 1966 года прекратил существование ставший второстепенным пост премьер-министра. Чиновников теперь старались переводить из их родных провинций в другие регионы. 30 мая 1966 года Кимба и ещё трое бывших министров, поддавшись на провокацию спецслужб, были арестованы по обвинению в подготовке переворота и 3 июня при многотысячном стечении народа повешены.
В том же году была основана правящая партия Народное движение революции. 19 мая был опубликован «манифест Н’Селе», провозглашавший государственной идеологией «подлинный заирский национализм», предусматривавший достижение экономической независимости от зарубежных стран, что, в свою очередь, проложит дорогу политическому суверенитету, невозможному без укрепления власти государства и поднятия международного престижа страны. Новый курс должен был стать «ни левым, ни правым», не испытывая влияния иностранных идеологий. Ещё одной из ключевых идей документа была концепция «величия», заключавшегося осуществлении масштабных проектов внутри страны, превративших бы её в «рай на земле», и расширение влияния Заира за границей. В дальнейшем режим активно эксплуатировал «революционную» риторику, однако точного определения «революционности» так и не дал. Политика «аутентичности», к которой также призывал манифест, предусматривала неуклонную модернизацию, но отказ от западного материализма и следование морали предков.
В 1970 году власти под влиянием идей о господстве конголезской культуры на континенте начали активно внедрять «аутентичность» путём массовых переименований географических объектов, отказа от европейских имён и костюма, заменённого абакостом. 27 октября 1971 года страна была переименована в Заир, 12 января 1972 года президент принял имя Мобуту Сесе Секо Куку Нгбенду ва за Банга. Католическая церковь видела в «аутентичности» угрозу, так как христианство пришло в Конго с западными миссионерами. Священники выступили против искоренения европейских имён, но под давлением властей были вынуждены отказаться от них. Заирский кардинал Малула подвергся осуждению как «ренегат» и был выселен из правительственной резиденции, а в феврале 1972 года и вовсе был вынужден на три месяца покинуть страну. В конце того же года все теле- и радиопрограммы религиозной направленности были запрещены, а молодёжные церковные движения распущены в пользу партийного. Перед этим на съезде НПР было объявлено о преобразовании партийных ячеек в воинские отряды, хотя ранее вооружённые силы оставались вне политики. С целью избежать этнических конфликтов в вооружённых силах для представителей одной национальности была установлена квота в 25 процентов на подразделение.
В 1974 году официальной идеологией стал «мобутизм», объединивший идеи заирского национализма, «аутентичности» и прагматизма. Теперь упор делался на изучение взглядов главы государства, который «сливался с народом воедино». В том же году был основан партийный институт. Мобутизм отождествлял себя с религией: 

Бог послал нам великого пророка, нашего славного вождя Мобуту — нашего освободителя, нашего мессию. Наша церковь — НДР. … Наше учение — мобутизм.— министр внутренних дел Ингула
 Идеи мобутизма были закреплены в новой конституции, принятой в 1974 году. Она провозглашала единство партии и президента, наделяла его полномочиями назначать членов политбюро Народного движения революции, правительства, парламента, обязывала граждан «поддерживать революцию» и гарантировала их базовые права. По новому основному закону все жители Заира являлись членами Народного движения революции. Несмотря на то, что конституция ограничивала правление президента двумя пятилетними сроками, несколько уменьшала его полномочия и предусматривала возможность его импичмента политбюро, лично Мобуту стоял вне этих норм. В этом же году церковные школы были на 18 месяцев национализированы, Рождество отменено как государственный праздник, а демонстрация религиозных артефактов в храмах строго ограничена.

### Культ личности

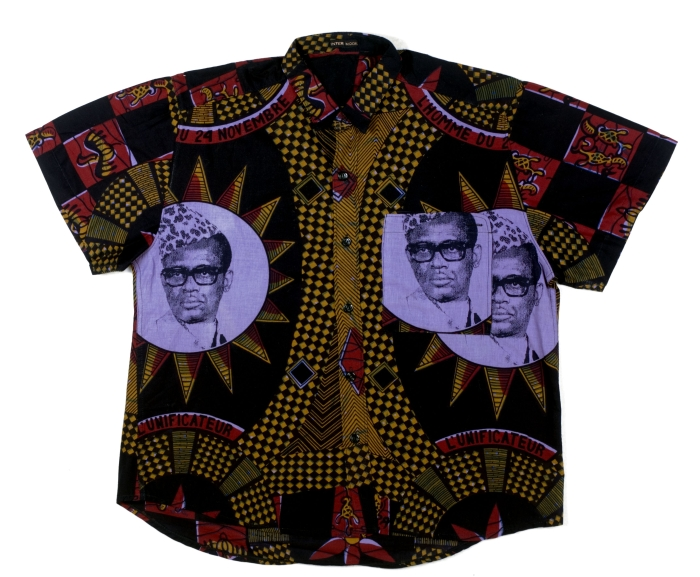
Рубашка с портретом Мобуту из коллекции амстердамского Tropenmuseum

С принятием мобутизма государственной идеологией в 1974 году прославление президента достигло пика. Его называли «отцом нации», «отцом-основателем» и «рулевым», портреты Мобуту часто печатались на первых полосах газет, размещались в общественных местах и в домах граждан, в честь него исполнялись многочисленные песни. Озеро Альберт стало носить имя президента. В начале 1975 года официальным СМИ на несколько недель запретили называть кого-либо из чиновников по имени, кроме главы государства, вместо этого предписав упоминать лишь должности. Культ личности Мобуту выстраивался на сравнении его с племенным вождём и покойным Лумумбой, последователем которого пропаганда объявила президента. Лумумба, чьё почитание тот на самом деле пытался ослабить, был объявлен «национальным героем», однако со временем власти стали уделять меньше внимания памяти покойного: мемориал на ферме близ Лубумбаши, где премьер-министр был убит в 1961 году, пришёл в упадок, а в 1974 году годовщина его смерти впервые не отмечалась официально. Мобуту прославляли и за «каманьольское чудо» в октябре 1964 года, когда к югу от Букаву он лично повёл в бой в беспорядке отступившие войска и вместе с ними захватил стратегически важный мост. В 1975 году была сформирована элитная «Каманьольская» дивизия, в подготовке которой приняли участие северокорейцы, получившая почётное название мабута. О трости, с которой ходил президент, распространялись слухи, будто бы её можно поднять лишь силами двадцати человек, однако сам он делал это без посторонней помощи. В Гемене матери Мобуту был воздвигнут памятник, а после её смерти крупнейший в стране столичный детский госпиталь стал носить её имя.

### Экономическая политика
Богатый медью Заир в правление Мобуту стал зависим от мировых цен на неё. В 1967—1974 годах стоимость этого полезного ископаемого была высока: в 1965—1974 годах доходы страны от его продажи выросли в шесть раз, добыча увеличилась на 50 процентов. В январе 1967 года предприятия добывающих отраслей были национализированы. По совету МВФ и Всемирного банка власти страны инвестировали туда имевшийся в их распоряжении частично заёмный капитал. В 1973 году правительство провозгласило начало «заиризации» — экспроприации фирм, принадлежащих иностранцам, в 1974 году она распространилась на все этапы производства и реализации готовой продукции. В ходе национализации многие предприятия малого и среднего бизнеса, ранее находившиеся под контролем зарубежных инвесторов, перешли в руки президентского окружения и служили для его обогащения.
За счёт бюджета были построены новые школы и колледжи, обучение в них стало полностью бесплатным, студентам средних специальных и высших учебных заведений выплачивалась стипендия. В 1985 году под давлением Международного валютного фонда эти меры были отменены. Для провинций были введены квоты на обучение в университетах и военных академиях. На водопадах Ливингстона был сооружён каскад гидроэлектростанций «Инга», в столичной провинции Малуку начал работу крупный металлургический завод. С 1970 года Заир активно брал кредиты за границей, и к концу 1975 года государственный долг составлял почти 3 миллиарда долларов. Весной 1974 года цены на медь упали больше чем наполовину, а на нефть, наоборот, увеличились. В ходе дипломатического турне по Ближнему Востоку Мобуту не удалось уговорить арабские государства сделать на неё скидку. Состояние конголезской экономики усугублялось тем, что иностранные советники, в большом числе приглашённые в государство, не верили в стабильность местной экономики и сделали ставку на импорт и на иностранные займы: если ранее Заир был крупным сельскохозяйственным экспортёром, то к 1992 году импортировал около 60 процентов продовольствия. ЦБ начал печатать деньги, что привело к гиперинфляции, за год составлявшей 60—80 процентов. В 1977 году дефицит бюджета составил 32 процента.
К концу 1980-х годов экономическое положение в стране ухудшилось, увеличилась зависимость от займов Франции, Бельгии и США. Продолжающееся падение цен на медь, многолетнее отсутствие инвестиций в добывающую отрасль и забастовки рабочих, недовольных зарплатой, привели к снижению добычи полезных ископаемых: если в 1974 году было добыто около 500 тысяч тонн меди, то в 1991 году — всего 300. Ещё одной экономической проблемой Заира была массовая неуплата налогов и таможенных пошлин и кража этих поступлений чиновниками. В 1976 году по предложению МВФ были предприняты ограниченные меры по стабилизации экономики, в 1980-х годах по рекомендации Фонда были осуществлены дальнейшие реформы. В 1990 году страна оказалась не в состоянии выполнить условия соглашения с МВФ от прошлого года, и ранее хорошие отношения с ним значительно ухудшились. В том же году Бельгия, США и Франция прекратили оказывать режиму финансовую помощь. Инфляция в 1991 году составила около 1000 процентов. Если в августе 1989 года обменный курс составлял 500 заиров за доллар, то на конец 1991 года за него давали 19 000 заиров. 23 сентября того же года солдаты, недовольные невыплатой заработной платы в четыре доллара в месяц, взбунтовались в Киншасе. Неделя беспорядков унесла жизни более ста человек. Летом 1991 года десятки тысяч людей стали жертвами финансовой пирамиды, обещавшей 800-процентный доход по вкладам. В 1988—1995 годах номинальный ВВП упал на 40 процентов. К 1997 году госдолг составлял примерно 14 миллиардов долларов. Большинство граждан выживали благодаря теневой экономике. По разным оценкам, Мобуту и его окружение присвоили из бюджета от 4 до 10 миллиардов долларов.

### Оппозиция режиму
На ноябрь 1965 года повстанцы всё ещё удерживали территории в Верхнем Заире, Киву и на севере Шабы, однако конфликты между группировками и прекращение иностранной помощи играли на руку властям. Правительственные войска медленно, но неуклонно вытесняли боевиков, и к началу 1967 года под их контролем находились лишь две небольшие зоны в Киву и около семи — в Верхнем Заире. В конце концов повстанцы сохранили лишь маленький выступ на юго-востоке Шабы, где сумели заключить с заирскими войсками, ослабленными конфликтом между представителями народности бумба и занятыми контрабандой в Танзанию, подобие перемирия. К 1973 году оппозиционные группировки перенесли базы с Великих озёр в горы. В 1975 году боевики похитили четверых иностранных биологов, изучавших местных приматов, но после выплаты части запрошенного выкупа освободили учёных. Повстанческий анклав не был ликвидирован и в 1980-х годах.
В 1966 году полк из бывших катангских жандармов под командованием белых офицеров, недовольный невыплатой зарплаты и опасавшийся, что власти могут разоружить его, поднял мятеж в Кисангани, захватив местный аэропорт и часть города. После двухмесячного затишья и провала переговоров сопротивление было подавлено наёмниками во главе с Бобом Денаром, которым Мобуту выплатил большое вознаграждение. Год спустя взбунтовались иностранные бойцы, желавшие вернуть Чомбе к власти. Правительство хотело отказаться от их услуг, и в июне 1967 года Денар предупредил коллегу Жана Шрамма о намерении властей распустить иностранные соединения. 5 июля тот захватил Кисангани. После недели боёв Шрамма удалось выбить из города, однако за это время его армия возросла до более чем 1000 бойцов: после убийства 30 наёмников, организованного правительственными войсками в качестве мести, к Шрамму присоединились все оставшиеся иностранные солдаты. 8 августа они захватили столицу провинции Киву город Букаву и при значительном численном превосходстве противника почти два месяца удерживали позиции: заирским бойцам недоставало боевого духа, коммуникация между армейскими подразделениями и их снабжение были налажены плохо. 2 октября взбунтовался один батальон правительственных войск. 29 октября они, получив подкрепление, возобновили наступление на Букаву. 5 ноября наёмники и катангцы оставили город и бежали в Руанду.

#### Конфликт в Шабе
После мятежа 1967 года большая часть бывшей катангской жандармерии вошла в состав вооружённых сил, часть влилась в полицейские подразделения в провинции Катанга. В том же году Мобуту предложил укрывшимся в Руанде мятежникам амнистию, однако по возвращении на родину они бесследно исчезли. Тем временем катангский губернатор подверг местные органы правопорядка жестокой чистке. Жандармы бежали в Анголу, где сформировали боевые отряды, противостоявшие Национальному фронту освобождения Анголы. В 1968 году они образовали Фронт национального освобождения Конго. После провозглашения Анголой независимости в 1975 году ФНОК поддержал МПЛА и участвовал в борьбе против заирской интервенции, а 8 марта 1977 года вторгся в провинцию Шаба. Правительственные войска почти не оказывали сопротивления и отступали в беспорядке. Среди факторов, приведших к их поражению, были низкий боевой дух, невыплата заработной платы и недостаток припасов, многие из которых всплывали на чёрном рынке. Подвергшийся репрессиям офицерский корпус формировался из родственных народности Мобуту этнических групп. В середине апреля французские власти принудили Марокко оказать режиму помощь войсками и вооружением и предоставили марокканцам авиатранспорт, и в течение недели они практически без боя вернули под контроль местных властей зоны, занятые повстанцами. К концу мая от них были очищена вся провинция. Местное население зачастую с подозрением относилось к бойцам Фронта, не до конца понимая его цели и опасаясь возмездия со стороны правительства. После освобождения Шабы оно развернуло насильственную кампанию «умиротворения», в результате которой примерно 200 000 человек бежало в Анголу.
13 мая 1978 года мятежники заняли город Колвези. Вторжению предшествовала подпольная работа, вылившаяся в массовый невыход на работу местных шахтёров 12 мая, организацию сети сторонников ФНОК и закладку оружейных тайников, однако дальнейших планов у повстанцев не было. 19 мая они были выбиты из города французскими и бельгийскими десантниками. Американцы оказали им поддержку бомбардировками с воздуха и предоставили самолёты. Поток беженцев, опасавшихся репрессий, увеличился, однако новой волны реакции не последовало. 23 мая несколько сотен бойцов Фронта пересекли ангольскую границу с награбленным в Колвези имуществом. Несмотря на краткосрочность, конфликт повлёк существенное число жертв. Вскоре бельгийцы и французы вывели войска из страны. В Шабе разместились «Межафриканские миротворческие силы», состоявшие из 1500 марокканских солдат и небольших подразделений из пяти африканских государств, имевших тесные связи с Францией и Заиром. Из-за угрозы мятежа некоторые заирские отряды были разоружены властями. Дорогостоящие вложения в вооружённые силы не окупились, и военный бюджет, в 1970-х годах составлявший 10—11 % ВВП, подвергся сокращению.

#### Политика демократизации
С падением большей части коммунистических режимов Заир потерял своё стратегическое значение, и отношения с Бельгией, США и Францией ухудшились. Под международным давлением и после охвативших страну массовых демонстраций 24 апреля 1990 года Мобуту Сесе Секо объявил о переходе к многопартийной системе и создании «национального собрания», которое выразило намерение существенно ослабить его власть и назначить премьер-министром оппозиционного политика Этьена Чисекеди, а также призвало к проведению выборов. Президент играл на противоречиях между своими политическими противниками, которые сформировали более 200 партий, многие из которых подкупал Мобуту, и этнических конфликтах. Он проигнорировал ограничение своих полномочий членами собрания, а затем и вовсе удалился в Гбадолите в более чем 1500 км к северу от Киншасы и заставил министров ездить туда и обратно. В мае того же года неизвестные расстреляли студентов в общежитии университета в Лубумбаши, вслед за тем в отношении оппозиционных активистов последовала волна насилия и арестов.
16 октября 1991 года после сентябрьского солдатского бунта в столице Чисекеди, выдвинутый коалицией ведущих политических противников режима, занял пост премьер-министра и сразу же попытался установить контроль над центральным банком, который глава государства использовал для личного обогащения и подкупа. 19 октября новый председатель правительства обнаружил, что его кабинет закрыт, а 22 октября был отправлен в отставку. В январе 1992 года в обращение были введены пятимиллионные купюры. Оппозиционные активисты убедили владельцев столичных магазинов не принимать их, и недовольные этим военнослужащие вновь подняли бунт, в который вмешалась и президентская гвардия. Последствия произошедшего были ещё плачевнее, чем в сентябре 1991 года. В январе 1993 года заирские солдаты застрелили французского посла. По некоторым сведениям, он был ликвидирован как обладавший информацией о подготовке покушения на Чисекеди.
В том же году в ходе конфликта между властями и оппозицией в государстве сложилось двоевластие, к концу года преодолённое формированием временного Верховного совета, однако сторонники президента заняли в новом органе господствующее положение. В апреле 1994 года была принята временная конституция, разрешавшая Мобуту остаться во главе страны, а в июне в качестве компромиссной фигуры при поддержке Франции пост премьер-министра занял Кенго ва Дондо. Выборы президента и парламента неоднократно откладывались, в феврале 1996 года в отставку было отправлено 23 министра, которых Кенго заподозрил в нелояльности. К концу правления Мобуту его реальная власть распространялась на несколько сотен километров от столицы, остальная же часть Заира контролировалась местной элитой, имевшей значительную автономию от центрального руководства.

### Внешняя политика

Мобуту и президент США Никсон, 1973 год

Первые шаги режима на международной арене были отмечены национализмом: в октябре 1966 года из-за боевых действий в Анголе был понижен уровень дипломатических отношений с Португалией. Этим Мобуту надеялся добиться признания режима со стороны других африканских государств. В 1968 году Демократическая Республика Конго, Чад и ЦАР сформировали Союз центральноафриканских государств, однако под давлением Франции последняя вскоре покинула его. В 1969—1975 годах президент ДРК активно путешествовал по континенту и за его пределами, стремясь привлечь иностранных инвесторов и предлагая свои услуги в качестве посредника в разрешении конфликтов между африканскими странами. Тесные личные отношения у Мобуту установились с лидерами Руанды Хабьяриманой, Бурунди Мичомберо, Танзании Ньерере, Замбии Каундой и Уганды Амином. Контакты с Народной Республикой Конго из-за конфликта интересов в Анголе оставались напряжёнными. В 1973 году Заир повернулся к исламскому миру и разорвал отношения с Израилем. Хоть в серии турне по Ближнему Востоку и не удалось договориться о скидке на нефть, в конце концов связи обернулись положительным результатом: во время конфликта в Шабе режим поддержали Марокко, Египет, Саудовская Аравия и Судан, а в 1977 году Ливия проспонсировала вторую очередь строительства предприятий добывающих отраслей.
Декларируемая Мобуту «неприсоединяемость» позволила более-менее наладить отношения с Советским Союзом, и в апреле 1968 года в Киншасе открылось советское посольство. В 1970 году власти выслали дипломатов по обвинению в «подрывной деятельности», а в 1971 году объявили двадцать чиновников из стран соцблока персонами нон грата. В ноябре 1974 года было объявлено о предстоящем через месяц визите президента Заира в Москву, однако он так и не состоялся. В конце 1971 года Китай рассорился с Народной Республикой Конго, и в январе 1972 года Мобуту прилетел в Пекин, где заключил соглашения о субсидировании развития сельского хозяйства в размере 100 млн долларов и военно-технической помощи ангольским повстанцам.
С подавлением восстания наёмников в 1967 году режим окреп, и его связи с американскими военными и разведкой стали ослабевать. В 1974—1975 году после отзыва лояльного президенту Заира американского посла отношения с США, недовольными разрывом официальных контактов с Израилем, ухудшились. Мобуту, в свою очередь, был недоволен расследованием деятельности ЦРУ комитетом Палаты представителей, что могло пролить свет на его причастность к убийству Лумумбы. В июне 1975 года конголезский лидер обвинил Штаты в подготовке его свержения и убийства. Заир был необходим американцам в качестве базы для вмешательства в ангольскую войну, и вскоре прежний посол вернулся в Киншасу.
В 1968 году наметилось потепление в отношениях с Бельгией, чьи компании инвестировали в заирскую экономику, однако в 1970 году оно сошло на нет. В начале 1971 года на короткий период времени было введено эмбарго на бельгийские товары. Противостояние режима и церкви не нравилось христианско-демократическим кругам бывшей метрополии. В 1972 году связи вновь начали укрепляться, чему положила конец начатая в 1973 году национализация, однако к концу 1975 года состояние конголезской экономики заставило властей искать компромисс. Франция в президентство Жискар д’Эстена установила с Заиром довольно тесные отношения: в частности, в 1975—1980 годах через двоюродного брата французского президента выделила более 500 млн долларов на модернизацию местных телекоммуникаций, на что не дали деньги западные кредиторы. Выполнение контракта было поручено ещё одному кузену Жискар д’Эстена. Заир закупал и французские вооружения.

#### Гражданская война в Анголе
В апреле 1974 года в Португалии произошёл государственный переворот, открывший дорогу провозглашению независимости Анголы. Ещё с 1960 года конголезские власти поддерживали повстанческую группировку ФНЛА, чьи лагеря располагались на территории ДРК. Боевикам оказывало помощь и ЦРУ, а после укрепления заирско-китайских связей в 1973 году — и КНР. Помимо региональных интересов, Мобуту надеялся присоединить богатый нефтью ангольский эксклав Кабинду и опасался появления ещё одного соседнего социалистического государства. В сентябре 1974 года на тайной встрече его и генерала Спинолы была достигнута договорённость о создании коалиционного правительства во главе с лидерами ФНЛА Холденом Роберто и УНИТА Жонашем Савимби, однако в том же месяце Спинола был свергнут. По состоянию на 1974 год ФНЛА был наиболее сильной группировкой среди ангольских повстанцев. В начале 1975 года СССР стал поставлять больше оружия боевикам МПЛА. Летом того же года в Анголу прибыли кубинские военные советники. Примерно в это же время китайцы прекратили поддерживать ФНЛА, а Заир начал всерьёз рассматривать интервенцию в страну, против чего выступила часть командования конголезских вооружённых сил.
Вторжение началось в июле 1975 года силами четырёх-пяти батальонов, причём за день до этого заирские части вошли в Кабинду при поддержке местных сепаратистов. В августе того же года в Анголу ввела войска ЮАР. В октябре Заир и отряды ФНЛА начали наступление на столицу Луанду, в то время как южноафриканцы, получившие подкрепление, вместе с боевиками ФНЛА и УНИТА продвигались с юга страны. В ноябре 1975 года началась кубинская интервенция. В знак протеста против американского и южноафриканского вмешательства в войну на сторону МПЛА встал Африканский союз. В том же месяце благодаря применению кубинцами РСЗО ФНЛА и заирские части удалось остановить менее чем в 32 километрах от Луанды и обратить в бегство. Разрозненные отряды занялись грабежом. Начальный этап войны завершился победой МПЛА.

## Свержение
В 1994 году в соседней Руанде начался геноцид народа тутси народом хуту. Вскоре Руандийский патриотический фронт, сформированный тутси, захватил власть, и массовые убийства прекратились. Опасаясь возмездия, более 2 миллионов хуту бежали в заирские провинции Северное и Южное Киву, где при поддержке властей начали вооружаться с целью вернуть власть на родине и развернули военную кампанию против новых руандийских властей и конголезских тутси. В 1996 году Мобуту, в тот период постоянно находившийся во Франции и Швейцарии на лечении от рака простаты, лишил гражданства руандоговорящих тутси, живших в Киву. 7 октября губернатор провинции Южное Киву отдал им приказ покинуть её. 24 октября 1996 года ополчение тутси захватило Увиру, 30 октября — столицу Южного Киву Букаву, а 1 ноября вошло в столицу Северного Киву Гому. Атакам подверглись и лагеря беженцев. Восстание было подготовлено и активно поддержано Руандой, которая вооружала и тренировала повстанцев. Руандийские офицеры участвовали в разработке планов боевых операций, а в ряде случаев войска этой страны вели бои в Заире. Низкий боевой дух и задолженность по заработной плате привели к отсутствию организованного сопротивления со стороны правительственных войск, так что борьба с повстанцами велась в основном силами беглых руандийских частей, наёмников и боевиков УНИТА, чьи базы располагались на территории страны. Местные жители, недовольные грабежом со стороны конголезских солдат, приветствовали восстание. 17 декабря 1996 года Мобуту вернулся на родину.
Вооружённую оппозицию возглавил Лоран-Дезире Кабила, ставший во главе Альянса демократических сил за освобождение Конго, включившего четыре группировки, среди которых было и ополчение тутси. Поначалу большую роль в АДСОК играл один из командиров боевиков Кисасе Нганду, осуществлявший руководство войсками, однако в январе 1997 года он был убит. К апрелю 1997 года в руки повстанцев перешли Шаба и Касаи, а 17 мая пала Киншаса. Страна была переименована в Демократическую Республику Конго. Конфликт ознаменовался малыми интенсивностью боевых действий и потерями среди солдат, но большим числом жертв среди гражданского населения, в особенности среди беженцев-хуту. Экс-президент бежал сначала в Того, затем в Марокко, где и умер от рака простаты 7 сентября 1997 года.

## Личная жизнь и коррупция

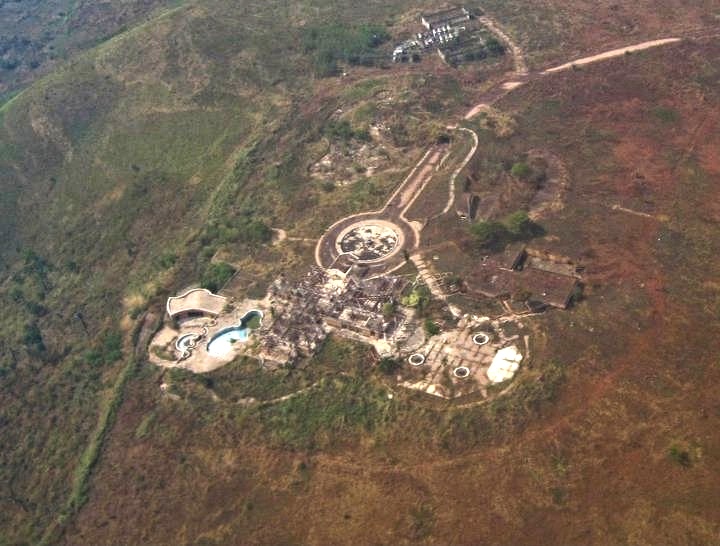
Руины дворца Мобуту в Гбадолите

Президент Заира пользовался репутацией плутократа и вёл роскошный образ жизни. Личное состояние Мобуту оценивалось в 5 миллиардов долларов, в его собственности находилась недвижимость во Франции, Швейцарии, Испании, Португалии, Италии, Бельгии и Кот-д’Ивуаре. В родовой деревне Гбадолите для него были сооружены три дворца, игорный комплекс и взлётно-посадочная полоса, способная принимать «Конкорд», на котором глава государства вместе с окружением летал в Европу в расточительные путешествия. Если в 1970-х годах в деревне жили около 1500 человек, то к 1988 году их число возросло до 37 000. Одно время штат обслуживающего персонала насчитывал до 800 человек, в местном гарнизоне служили около 300 солдат. Местный пятизвёздочный отель использовался для дипломатических визитов, в Гбадолите разместились различные государственные учреждения, появились отделения четырёх банков и завод Coca-Cola. После свержения Мобуту дворцы были разграблены повстанцами, а деревня пришла в упадок. По воспоминаниям личного переводчика президента, он был добродушным и открытым человеком.
После гибели близкого союзника Мобуту, президента Руанды Жювеналя Хабьяриманы в авиакатастрофе в 1994 году останки покойного оказались у его заирского коллеги, который поместил их в мавзолей в Гбадолите. В мае 1997 года гроб с телом Хабьяриманы был выкопан и отправлен самолётом в Киншасу. Воздушное судно простояло в столичном аэропорту три дня, затем под надзором индуистского священника труп был кремирован, а пепел захоронен.
Мобуту Сесе Секо был дважды женат и имел девять детей. Президенту приписывали большое число связей на стороне и право первой ночи, которым он якобы пользовался во время поездок по стране. Один из его сыновей, Нзанга, при президенте Жозефе Кабиле занимал должность министра сельского хозяйства, а в 2006 году безуспешно баллотировался в президенты.

## Награды
- Великобритания: Кавалер Большого креста ордена Бани[94]
- Испания: Кавалер орденской цепи Изабеллы Католической (1983)
- Италия: Кавалер Большого креста декорированного лентой ордена «За заслуги перед Итальянской Республикой» (1973)[95]
- США: Орден «Легион почёта»[96][97]
- Республика Корея: Орден «Мугунхва» (1982)[98]
- Китайская Республика: Орден Сверкающего нефрита[99]

## Память
Озеро Альберт, расположенное в Восточной Африке, на границе Уганды и Демократической Республики Конго в 1973—1997 годах именовалось Мобуту-Сесе-Секо.

## Комментарии
1. ↑  В переводе с языка нгбанди — «Всесильный воин, который благодаря своей выносливости и непреклонности будет побеждать, будет идти от победы к победе, оставляя за собой лишь пламя»
2. ↑  Согласно канадскому политологу и юристу по правам человека Сьюзен Томсон, в Заир бежало 1 242 000 человек, ещё около миллиона бежало в другие страны региона[11].